# درة ماري بابكان (سبيدار)
درة ماري بابکان (بالفارسية: دره ماری بابکان) هي قرية تقع في إيران في قسم سبیدار الريفي. يقدر عدد سكانها بـ 182 نسمة بحسب إحصاء 2016.